# مدرسه سکس
مدرسه‌ٔ سکس (انگلیسی: School for Sex) یک فیلم کمدی جنسی به کارگردانی پیت واکر است که در سال ۱۹۶۹ منتشر شد.